# Diplodonta inezensis
Diplodonta inezensis är en musselart som först beskrevs av Leo George Hertlein och Strong 1947.  Diplodonta inezensis ingår i släktet Diplodonta och familjen Ungulinidae. Inga underarter finns listade i Catalogue of Life.